# Scherma ai Giochi della XIX Olimpiade - Fioretto a squadre maschile
La competizione del fioretto a squadre maschile  di scherma ai Giochi della XIX Olimpiade si tenne nei giorni 18 e 19 ottobre 1968 alla "Sala d’arme Fernando Montes de Oca" di Città del Messico.
L'Unione Sovietica aveva dominato il mondo del fioretto da squadre dalle Olimpiadi di Roma, ma ai campionati mondiali del 1967 aveva subito una sconfitta da parte della Romania..
Le due squadre si sono incontrate in semifinale con i sovietici che hanno vinto solo per il conteggio delle stoccate.
I sovietici in finale affrontarono la Francia. Il campione del mondo Viktor Putjatin era fuori forma e perse tutti gli assalti in finale. Questo ha dato alla Francia lo slancio per registrare una vittoria per 9-6 e riguadagnare il titolo dopo Helsinki 1952.
La Polonia ha vinto la medaglia di bronzo sconfiggendo la Romania.

## Prima fase
5 gruppi. Le migliori 6 squadre, in base alla percentuale di vittorie/sconfitte e attacchi persi/attacchi persi, avanzano ai quarti di finale. le classificate dal 7º al 10º posto agli ottavi di finale.

### Gruppo A
Classifica
| Pos. | Nazione | Vittorie | VI | SI | Incontri           | Incontri        | Incontri           | Incontri |
| Pos. | Nazione | Vittorie | VI | SI | Francia (bandiera) | Cuba (bandiera) | Messico (bandiera) |          |
| ---- | ------- | -------- | -- | -- | ------------------ | --------------- | ------------------ | -------- |
| 1    | Francia | 2        | 21 | 7  | X                  | 9-3             | 12-4               |          |
| 2    | Cuba    | 1        | 12 | 16 | 3-9                | X               | 9-7                |          |
| 3    | Messico | 0        | 11 | 21 | 4-12               | 7-9             | X                  |          |

Incontri
| Atleti (Vittorie individuali)                                                       | Nazione | VT | VT | Nazione | Atleti (Vittorie indiEduardo Jonsviduali)                                              |
| ----------------------------------------------------------------------------------- | ------- | -- | -- | ------- | -------------------------------------------------------------------------------------- |
| Eduardo Jons (3), Orlando Ruíz (3) Jesús Gil (2), Dagoberto Borges (1)              | CUB     | 9  | 7  | MEX     | Vicente Calderón Ramirez (3), Román Gómez (2) Carlos Calderón (1), Gustavo Chapela (1) |
| Jean-Claude Magnan (4), Christian Noël (3) Gilles Berolatti (3), Jacques Dimont (2) | FRA     | 12 | 4  | MEX     | Román Gómez (1), Héctor Abaunza (1) Carlos Calderón (1), Vicente Calderón Ramirez (1)  |
| Jean-Claude Magnan (3), Jacques Dimont (3) Gilles Berolatti (2), Christian Noël (1) | FRA     | 9  | 3  | CUB     | Jesús Gil (1), Orlando Ruíz (1) Dagoberto Borges (1), Eduardo Jons (0)                 |

### Gruppo B
Classifica
| Pos. | Nazione          | Vittorie | VI | SI | Incontri                    | Incontri                 | Incontri               | Incontri |
| Pos. | Nazione          | Vittorie | VI | SI | Unione Sovietica (bandiera) | Gran Bretagna (bandiera) | Stati Uniti (bandiera) |          |
| ---- | ---------------- | -------- | -- | -- | --------------------------- | ------------------------ | ---------------------- | -------- |
| 1    | Unione Sovietica | 2        | 21 | 4  | X                           | 9-0                      | 12-4                   |          |
| 2    | Gran Bretagna    | 1        | 9  | 16 | 0-9                         | X                        | 9-7                    |          |
| 3    | Stati Uniti      | 0        | 11 | 21 | 4-12                        | 7-9                      | X                      |          |

Incontri
| Atleti (Vittorie individuali)                                                | Nazione | VT | VT | Nazione | Atleti (Vittorie individuali)                                                    |
| ---------------------------------------------------------------------------- | ------- | -- | -- | ------- | -------------------------------------------------------------------------------- |
| Allan Jay (3), Graham Paul (3) Nick Halsted (2), Bill Hoskyns (1)            | GBR     | 9  | 7  | USA     | Herbert Cohen (3), Albert Axelrod (2) Uriah Jones (1), Lawrence Anastasi (1)     |
| Jurij Sisikin (4), Viktor Putjatin (4) Jurij Šarov (2), Vasyl' Stankovyč (2) | URS     | 12 | 4  | USA     | Albert Axelrod (2), Lawrence Anastasi (1) Jeffrey Checkes (1), Herbert Cohen (0) |
| Jurij Šarov (3), Jurij Sisikin (2) Viktor Putjatin (2), German Svešnikov (2) | URS     | 9  | 0  | GBR     | Bill Hoskyns (0), Mike Breckin (0) Graham Paul (0), Allan Jay (0)                |

### Gruppo C
Classifica
| Pos. | Nazione          | Vittorie | VI | SI | Incontri           | Incontri            | Incontri                    | Incontri |
| Pos. | Nazione          | Vittorie | VI | SI | Romania (bandiera) | Giappone (bandiera) | Rep. Araba Unita (bandiera) |          |
| ---- | ---------------- | -------- | -- | -- | ------------------ | ------------------- | --------------------------- | -------- |
| 1    | Romania          | 2        | 21 | 11 | X                  | 8-8                 | 13-3                        |          |
| 2    | Giappone         | 1        | 21 | 11 | 8-8                | X                   | 13-3                        |          |
| 3    | Rep. Araba Unita | 0        | 6  | 26 | 3-13               | 3-13                | X                           |          |

Incontri
| Atleti (Vittorie individuali)                                                   | Nazione | VT     | VT     | Nazione | Atleti (Vittorie individuali)                                                                |
| ------------------------------------------------------------------------------- | ------- | ------ | ------ | ------- | -------------------------------------------------------------------------------------------- |
| Masaya Fukuda (4), Heizaburo Okawa (3) Fujio Shimizu (3), Kazuhiko Wakasugi (3) | JPN     | 13     | 3      | RAU     | Ahmed El-Husseini (2), Mohamed El-Kalyoubi (1) Moustafa Soheim (0), Ahmed Zein El-Abidin (0) |
| Ștefan Haukler (4), Tănase Mureşanu (3) Mihai Ţiu (3), Ion Drîmbă (3)           | ROU     | 13     | 3      | RAU     | Ahmed El-Husseini (0), Mohamed El-Kalyoubi (2) Moustafa Soheim (1), Ahmed Zein El-Abidin (0) |
| Iuliu Falb (1), Tănase Mureşanu (3) Mihai Ţiu (1), Ion Drîmbă (3)               | ROU     | 8 (61) | 8 (57) | JPN     | Masaya Fukuda (3), Heizaburo Okawa (3) Kazuo Mano (2), Fujio Shimizu (0)                     |

### Gruppo D
Classifica
| Pos. | Nazione   | Vittorie | VI | SI | Incontri           | Incontri            | Incontri             | Incontri             |
| Pos. | Nazione   | Vittorie | VI | SI | Polonia (bandiera) | Ungheria (bandiera) | Argentina (bandiera) | Venezuela (bandiera) |
| ---- | --------- | -------- | -- | -- | ------------------ | ------------------- | -------------------- | -------------------- |
| 1    | Polonia   | 3        | 30 | 16 | X                  | 9-4                 | 11-6                 | 10-6                 |
| 2    | Ungheria  | 2        | 33 | 12 | 4-9                | X                   | 14-2                 | 15-1                 |
| 3    | Argentina | 0        | 8  | 25 | 6-11               | 2-14                | X                    | ND                   |
| 4    | Venezuela | 0        | 7  | 25 | 6-10               | 1-15                | ND                   | X                    |

Incontri
| Atleti (Vittorie individuali)                                                  | Nazione | VT | VT | Nazione | Atleti (Vittorie individuali)                                                     |
| ------------------------------------------------------------------------------ | ------- | -- | -- | ------- | --------------------------------------------------------------------------------- |
| Egon Franke (4), Ryszard Parulski (3) Zbigniew Skrudlik (2), Adam Lisewski (1) | POL     | 10 | 6  | VEN     | Silvio Fernández (3), Félix Piñero (2) Freddy Salazar (1), Luis García (0)        |
| Gábor Füredi (4), Attila May (4) Sándor Szabó (4), László Kamuti (2)           | HUN     | 14 | 2  | ARG     | Orlando Nannini (1), Guillermo Saucedo (1) Omar Vergara (0), Evaristo Prendes (0) |
| Egon Franke (3), Adam Lisewski (3) Witold Woyda (3), Zbigniew Skrudlik (2)     | POL     | 11 | 6  | ARG     | Orlando Nannini (3), Guillermo Saucedo (1) Omar Vergara (1), Evaristo Prendes (1) |
| Gábor Füredi (4), Attila May (4) Jenő Kamuti (4), Sándor Szabó (3)             | HUN     | 15 | 1  | VEN     | Silvio Fernández (1), Félix Piñero (o) Freddy Salazar (o), Luis García (o)        |
| Adam Lisewski (4), Witold Woyda (2) Ryszard Parulski (2), Egon Franke (1)      | POL     | 9  | 4  | HUN     | Jenő Kamuti (1), László Kamuti (1) Attila May (1), Gábor Füredi (1)               |

### Gruppo E
Classifica
| Pos. | Nazione        | Vittorie | VI | SI | Incontri                  | Incontri          | Incontri          | Incontri           |
| Pos. | Nazione        | Vittorie | VI | SI | Germania Ovest (bandiera) | Italia (bandiera) | Canada (bandiera) | Irlanda (bandiera) |
| ---- | -------------- | -------- | -- | -- | ------------------------- | ----------------- | ----------------- | ------------------ |
| 1    | Germania Ovest | 3        | 37 | 5  | X                         | 9-1               | 13-3              | 15-1               |
| 2    | Italia         | 2        | 31 | 11 | 1-9                       | X                 | 15-1              | 15-1               |
| 3    | Canada         | 0        | 4  | 28 | 3-13                      | 1-15              | X                 | ND                 |
| 4    | Irlanda        | 0        | 2  | 30 | 1-15                      | 1-15              | ND                | X                  |

Incontri
| Atleti (Vittorie individuali)                                                               | Nazione | VT | VT | Nazione | Atleti (Vittorie individuali)                                                               |
| ------------------------------------------------------------------------------------------- | ------- | -- | -- | ------- | ------------------------------------------------------------------------------------------- |
| Pasquale La Ragione (4), Alfredo Del Francia (4) Nicola Granieri (4), Arcangelo Pinelli (3) | ITA     | 15 | 1  | IRL     | Fionbarr Farrell (1), John Bouchier-Hayes (0) Michael Ryan (0), Colm O'Brien (0)            |
| Jürgen Theuerkauff (4), Friedrich Wessel (4) Dieter Wellmann (3), Jürgen Brecht (2)         | FRG     | 13 | 3  | CAN     | Magdy Conyd (2), Peter Bakonyi (1) Gerry Wiedel (0), John Andru (0)                         |
| Jürgen Brecht (4), Jürgen Theuerkauff (4) Timothäus Gerresheim (4), Friedrich Wessel (3)    | FRG     | 15 | 1  | IRL     | John Bouchier-Hayes (1), Colm O'Brien (0) Fionbarr Farrell (0), Michael Ryan (0)            |
| Pasquale La Ragione (4), Alfredo Del Francia (4) Nicola Granieri (4), Michele Maffei (3)    | ITA     | 15 | 1  | CAN     | John Andru (1), Gerry Wiedel (0) Gerry Wiedel (0), Peter Bakonyi (0)                        |
| Jürgen Theuerkauff (3), Friedrich Wessel (3) Dieter Wellmann (2), Jürgen Brecht (1)         | FRG     | 9  | 1  | ITA     | Nicola Granieri (1), Arcangelo Pinelli (0) Alfredo Del Francia (0), Pasquale La Ragione (0) |

## Eliminazione diretta
|  | Ottavi di finale | Ottavi di finale | Ottavi di finale |  |  | Quarti di finale | Quarti di finale | Quarti di finale |        |                  | Semifinali       | Semifinali | Semifinali |         |         | Finale  | Finale | Finale |
|  |                  |                  |                  |  |  |                  |                  |                  |        |                  |                  |            |            |         |         |         |        |        |
|  |                  |                  |                  |  |  |                  |                  |                  |        |                  |                  |            |            |         |         |         |        |        |
|  |                  |                  |                  |  |  | Francia          | Francia          | 8 (64)           |        |                  |                  |            |            |         |         |         |        |        |
|  | Giappone         | Giappone         | 8 (66)           |  |  | Giappone         | Giappone         | 8 (60)           |        |                  |                  |            |            |         |         |         |        |        |
|  | Gran Bretagna    | Gran Bretagna    | 8 (64)           |  |  |                  |                  |                  |        | Francia          | Francia          | 9          |            |         |         |         |        |        |
|  |                  |                  |                  |  |  |                  | Polonia          | Polonia          | 7      |                  |                  |            |            |         |         |         |        |        |
|  |                  |                  |                  |  |  | Polonia          | Polonia          | 9                |        |                  |                  |            |            |         |         |         |        |        |
|  |                  |                  |                  |  |  | Germania Ovest   | Germania Ovest   | 4                |        |                  |                  |            |            |         |         |         |        |        |
|  |                  |                  |                  |  |  |                  |                  |                  |        |                  | Francia          | Francia    | 9          |         |         |         |        |        |
|  |                  |                  |                  |  |  |                  | Unione Sovietica | Unione Sovietica | 6      |                  |                  |            |            |         |         |         |        |        |
|  |                  |                  |                  |  |  | Unione Sovietica | Unione Sovietica | 9                |        |                  |                  |            |            |         |         |         |        |        |
|  | Ungheria         | Ungheria         | 9                |  |  | Ungheria         | Ungheria         | 4                |        |                  |                  |            |            |         |         |         |        |        |
|  | Cuba             | Cuba             | 2                |  |  |                  |                  |                  |        | Unione Sovietica | Unione Sovietica | 8 (63)     |            | 3 posto | 3 posto | 3 posto |        |        |
|  |                  |                  |                  |  |  |                  | Romania          | Romania          | 8 (60) |                  |                  |            |            |         |         |         |        |        |
|  |                  |                  |                  |  |  | Romania          | Romania          | 8                |        |                  |                  |            |            |         | Polonia | Polonia | 9      |        |
|  |                  |                  |                  |  |  | Italia           | Italia           | 7                |        | Romania          | Romania          | 3          |            |         |         |         |        |        |
|  |                  |                  |                  |  |  |                  |                  |                  |        |                  |                  |            |            |         |         |         |        |        |

|  | Semifinali 5º posto | Semifinali 5º posto | Semifinali 5º posto |                |          | Finale 5º posto | Finale 5º posto | Finale 5º posto |  |
|  |                     |                     |                     |                |          |                 |                 |                 |  |
|  | Ungheria            | Ungheria            | 9                   |                |          |                 |                 |                 |  |
|  | Ungheria            | Ungheria            | 9                   |                |          |                 |                 |                 |  |
|  | Italia              | Italia              | 4                   |                |          |                 |                 |                 |  |
|  | Italia              | Italia              | 4                   |                | Ungheria | Ungheria        | 9               |                 |  |
|  |                     |                     |                     |                | Ungheria | Ungheria        | 9               |                 |  |
|  |                     |                     | Germania Ovest      | Germania Ovest | 4        |                 |                 |                 |  |
|  | Germania Ovest      | Germania Ovest      | Germania Ovest      | Germania Ovest | 4        | 8 (60)          |                 |                 |  |
|  | Germania Ovest      | Germania Ovest      |                     |                |          |                 |                 |                 |  |
|  | Giappone            | Giappone            | 8 (57)              |                |          |                 |                 |                 |  |

### Ottavi di finale
| Atleti (Vittorie individuali)                                                | Nazione | VT     | VT     | Nazione | Atleti (Vittorie individuali)                                          |
| ---------------------------------------------------------------------------- | ------- | ------ | ------ | ------- | ---------------------------------------------------------------------- |
| Heizaburo Okawa (3), Kazuo Mano (2) Masaya Fukuda (2), Kazuhiko Wakasugi (1) | JPN     | 8 (66) | 8 (64) | GBR     | Graham Paul (3), Allan Jay (3) Nick Halsted (1), Mike Breckin (1)      |
| Gábor Füredi (3), Jenő Kamuti (2) Attila May (2), Sándor Szabó (2)           | HUN     | 9      | 2      | CUB     | Orlando Ruíz (1), Jesús Gil (1) Eduardo Jons (0), Dagoberto Borges (0) |

### Quarti di finale
Incontri
| Atleti (Vittorie individuali)                                                      | Nazione | VT     | VT     | Nazione | Atleti (Vittorie individuali)                                                          |
| ---------------------------------------------------------------------------------- | ------- | ------ | ------ | ------- | -------------------------------------------------------------------------------------- |
| Daniel Revenu (4), Gilles Berolatti (2) Jean-Claude Magnan (1), Christian Noël (1) | FRA     | 8 (64) | 8 (60) | JPN     | Kazuo Mano (3), Heizaburo Okawa (3) Fujio Shimizu (1), Masaya Fukuda (1)               |
| Witold Woyda (3), Zbigniew Skrudlik (3) Ryszard Parulski (2), Adam Lisewski (1)    | POL     | 9      | 4      | FRG     | Jürgen Brecht (1), Friedrich Wessel (1) Dieter Wellmann (1), Jürgen Theuerkauff (1)    |
| Ion Drîmbă (3), Ștefan Haukler (3) Mihai Ţiu (1), Tănase Mureşanu (1)              | ROU     | 8      | 7      | ITA     | Michele Maffei (3), Nicola Granieri (2) Arcangelo Pinelli (1), Pasquale La Ragione (1) |
| Jurij Šarov (3), Jurij Sisikin (2) Viktor Putjatin (2), German Svešnikov (2)       | URS     | 9      | 4      | HUN     | Jenő Kamuti (2), Sándor Szabó (1) László Kamuti (1), Gábor Füredi (0)                  |

### Semifinali 5º posto
| Atleti (Vittorie individuali)                                                              | Nazione | VT     | VT     | Nazione | Atleti (Vittorie individuali)                                                              |
| ------------------------------------------------------------------------------------------ | ------- | ------ | ------ | ------- | ------------------------------------------------------------------------------------------ |
| Sándor Szabó (4), Jenő Kamuti (3) László Kamuti (2), Attila May (0)                        | HUN     | 9      | 4      | ITA     | Pasquale La Ragione (1), Arcangelo Pinelli (1) Alfredo Del Francia (1), Michele Maffei (1) |
| Dieter Wellmann (3), Timothäus Gerresheim (2) Jürgen Theuerkauff (2), Friedrich Wessel (1) | FRG     | 8 (60) | 8 (57) | JPN     | Heizaburo Okawa (4), Kazuo Mano (3) Kazuhiko Wakasugi (1), Masaya Fukuda (0)               |

### Semifinali 1º posto
| Atleti (Vittorie individuali)                                                      | Nazione | VT     | VT     | Nazione | Atleti (Vittorie individuali)                                                   |
| ---------------------------------------------------------------------------------- | ------- | ------ | ------ | ------- | ------------------------------------------------------------------------------- |
| Christian Noël (3), Daniel Revenu (3) Jean-Claude Magnan (2), Gilles Berolatti (1) | FRA     | 9      | 7      | POL     | Zbigniew Skrudlik (3), Ryszard Parulski (2) Witold Woyda (2), Adam Lisewski (0) |
| Viktor Putjatin (3), Jurij Šarov (3) Jurij Sisikin (1), German Svešnikov (1)       | URS     | 8 (63) | 8 (60) | ROU     | Ion Drîmbă (3), Mihai Ţiu (3) Ștefan Haukler (1), Tănase Mureşanu (1)           |

### Finale 5º posto
| Atleti (Vittorie individuali)                                         | Nazione | VT | VT | Nazione | Atleti (Vittorie individuali)                                                            |
| --------------------------------------------------------------------- | ------- | -- | -- | ------- | ---------------------------------------------------------------------------------------- |
| Sándor Szabó (4), Jenő Kamuti (3) Gábor Füredi (1), László Kamuti (1) | HUN     | 9  | 4  | FRG     | Jürgen Theuerkauff (2), Timothäus Gerresheim (1) Friedrich Wessel (1), Jürgen Brecht (0) |

### Finale 3º posto
| Atleti (Vittorie individuali)                                                 | Nazione | VT | VT | Nazione | Atleti (Vittorie individuali)                                         |
| ----------------------------------------------------------------------------- | ------- | -- | -- | ------- | --------------------------------------------------------------------- |
| Witold Woyda (3), Zbigniew Skrudlik (2) Ryszard Parulski (2), Egon Franke (2) | POL     | 9  | 3  | ROU     | Ion Drîmbă (2), Mihai Ţiu (1) Ștefan Haukler (0), Tănase Mureşanu (0) |

### Finale 1º posto
| Atleti (Vittorie individuali)                                                      | Nazione | VT | VT | Nazione | Atleti (Vittorie individuali)                                                   |
| ---------------------------------------------------------------------------------- | ------- | -- | -- | ------- | ------------------------------------------------------------------------------- |
| Daniel Revenu (3), Gilles Berolatti (3) Christian Noël (2), Jean-Claude Magnan (1) | FRA     | 9  | 6  | URS     | German Svešnikov (3), Jurij Šarov (2) Vasyl' Stankovyč (1), Viktor Putjatin (0) |

## Podio
| Oro                                                                                     | Argento                                                                                      | Bronzo                                                                            |
| Francia Gilles Berolatti Jacques Dimont Jean-Claude Magnan Christian Noël Daniel Revenu | Unione Sovietica Viktor Putjatin Jurij Šarov Jurij Sisikin Vasyl' Stankovyč German Svešnikov | Polonia Egon Franke Adam Lisewski Ryszard Parulski Zbigniew Skrudlik Witold Woyda |